# United Coalition of Reason
 (novembre 2015).
 (novembre 2017).
Si vous disposez d'ouvrages ou d'articles de référence ou si vous connaissez des sites web de qualité traitant du thème abordé ici, merci de compléter l'article en donnant les références utiles à sa vérifiabilité et en les liant à la section « Notes et références ».
La United Coalition of Reason, ou UnitedCoR en abrégé, est une organisation américaine faisant la promotion de l'usage de la raison contre les religions.
L'organisation mène des actions à l'échelon national visant à faire valoir que les non théistes vivent partout sur le territoire américain, et qu'ils souhaitent la séparation de l'Église et de l'État aux États-Unis.
L'association entretient des relations d'entraide avec les American Atheists, l'American Ethical Union, l'American Humanist Association, le Center for Inquiry, la Freedom From Religion Foundation, FreeThoughtAction, la Fondation Richard Dawkins pour la raison et la science, le SECULAR Center, et la Secular Student Alliance.

## Histoire
L'organisation est fondée tardivement, en 2009, tandis qu'existent déjà de nombreux groupes athées. Son action a commencé sur Internet avec la jonction de vingt groupes locaux, puis par des actions plus notables, comme des campagnes médiatiques et des publicités athées dans les bus de Seattle, Washington, et Portland.
En 2010, l'organisation crée dix nouvelles sections locales et connait un fort retentissement médiatique à la suite du saccage systématique de leurs annonces publicitaires, notamment dans les bus de Sacramento en Californie, puis à l'appel au boycott des bus présentant des publicités athées lancé par des prêtres de Fort Worth au Texas.

## Locaux de l'organisation
L'organisation dispose de nombreux locaux situés à :
- Phoenix
- Tucson
- San Diego
- Silicon Valley
- Colorado
- Washington
- Tampa Bay
- Chicago
- Boston
- Baltimore
- Détroit
- New Jersey
- New York
- Cincinnati
- Cleveland
- Columbus
- Tulsa
- Portland
- Philadelphie
- Dallas
- Houston
- Salt Lake City
- Seattle
- Morgantown
- Piedmont Triad
- Omaha